# Petalostegus pseudospinosus
Petalostegus pseudospinosus är en mossdjursart som beskrevs av Gordon 1993. Petalostegus pseudospinosus ingår i släktet Petalostegus och familjen Petalostegidae. Inga underarter finns listade i Catalogue of Life.